# Índice de conicidad
El índice de conicidad, descrito por Valdez y cols. en 1993, se utiliza para evaluar el grado de adiposidad abdominal. Al igual que el índice cintura-cadera, se ha relacionado con un incremento de riesgo metabólico y cardiovascular.
Se calcula mediante la siguiente fórmula:
A diferencia del índice cintura cadera toma en consideración la adiposidad total y es independiente de la circunferencia de la cintura. Esto puede ser una ventaja cuando se comparan grupos de individuos que pueden ser diferentes en su estructura ósea. El valor del índice oscila entre 1 (forma de cilindro) y 1.73 (forma de doble cono).
No está bien establecido el punto de corte a partir del cual se considera incrementado el riesgo de enfermedad cardiovascular. Existe controversia cuando se compara este índice, con el índice cintura cadera, y con la medición del perímetro de la cintura, en cuando a la sensibilidad y especificidad como factor predictivo de riesgo de enfermedades.